# Alona Frankel
Pour les articles homonymes, voir Frankel (homonymie).
Alona Frankel (en hébreu : אלונה פרנקל), née le 27 juin 1937, est une écrivaine et illustratrice israélienne d'origine polonaise, auteure de nombreux livres d'enfance et de jeunesse, ainsi que de Mémoires destinées aux jeunes adultes. Elle est née à Cracovie, en Pologne et est une survivante de l'Holocauste ; en 1949, elle immigre en Israël.

## Biographie
Alona Frankel naît en 1937 à Cracovie, en Pologne, et passe son enfance pendant la Shoah dans le ghetto de Lvov, puis dans la clandestinité ; d'abord seule, puis plus tard avec ses parents. Après avoir immigré en Israël avec sa famille en 1949, elle suit des études d'art à l'Institut Avni.
Elle commence à illustrer des livres pour enfants à l'âge de 30 ans. En 1975, elle publie le premier de ses 40 livres pour enfants, qu'elle a à la fois écrits et illustrés, en plus d'illustrer des dizaines de livres d'autres auteurs. En 1980 commence la série à succès Once Upon A Potty (Sir hasirim, 1975). Ses livres ont été traduits en 12 langues.
Son œuvre est récompensée plusieurs fois. Girl, son premier livre destiné aux adultes, reçoit en 2005 le prix Sapir et le prix Buchman de Yad Vashem. Un second livres de mémoires, Naara, paraît en 2009.
Elle était mariée à l'artiste Zygmunt Frankel (1929-1997), avec qui elle a eu deux fils.